# Rokietnica (województwo wielkopolskie)
Rokietnica – wieś w Polsce położona w województwie wielkopolskim, w powiecie poznańskim, w gminie Rokietnica.
Wieś szlachecka Rokitnica położona była w 1580 roku w powiecie poznańskim województwa poznańskiego. W latach 1975–1998 miejscowość położona była w województwie poznańskim. Według stanu na 31.12.2024 r. wieś Rokietnica liczy 8581 mieszkańców. W całej gminie Rokietnica mieszka około 21 239 ludzi.

## Historia
Rokietnicę w 1249 otrzymać miał w darze klasztor w Obrze z rąk Strąsławy, córki Wilka, wdowy po Andrzeju. Potem przeszła na własność Klasztoru Cysterek w Owińskach. Wieś pojawia się w dokumentach także w roku 1387 i 1394. W 1580 posiadał tu 11 łanów ziemi niejaki Marcin Przecławski. W końcu wieku XVIII wieś należała do rodu Lniskich, a następnie do Mlickich. W XIX wieku dostała się w ręce niemieckie. Większy rozwój nastąpił od 1848, kiedy to oddano do użytku linię kolejową 351 z Poznania do Stargardu, a potem Szczecina. Od 1888 była to stacja węzłowa dla linii 363 do Międzychodu. W 1890 powstał kościół ewangelicki (od 1980 parafia katolicka), a w początkach XIX wieku dwór (obecnie Zespół Szkół im. J. i W. Zamoyskich).
W 2018 otwarto we wsi nową remizę strażacką.

## Zabytki i osobliwości
W Rokietnicy znajdują się:
- kościół Chrystusa Króla, plebania z początku XX wieku,
- dwór z początku XIX wieku wraz z parkiem krajobrazowym i folwarkiem,
- cmentarz, na którym pochowano m.in. Szczepana Zastróżnego, powstańca wielkopolskiego (21.12.1896–18.12.1981)[7],
- krzyż drewniany postawiony Bohaterom 11 listopada 2008, w 90. rocznicę odzyskania niepodległości przez Polskę[8],
- szkoła przy ul. Szkolnej 3 (przełom XIX i XX wieku),
- poczta przy ul. Pocztowej 6 z około 1890,
- zespół dworca kolejowego: dworzec, parowozownia, magazyn, cztery domy pracownicze przy ul. Dworcowej 2–5 i jeden przy ul. Obornickiej 2 z lat 80. XIX wieku, wieża ciśnień z 1914, dom pracowniczy przy ul. Kolejowej 9 z około 1890,
- zabytkowy dom przy ul. Pocztowej 1 (1890, komisariat policji),
- zabytkowy dom przy ul. Pocztowej 8 (1890)[9].

Szkoła Podstawowa im. Jana Brzechwy (dawniejsze Gimnazjum im. Noblistów) rozbudowane w latach 2015–2017 otrzymało nagrodę Green Building Award 2017 w konkursie organizowanym przez Polskie Stowarzyszenie Budownictwa Ekologicznego.

## Wspólnoty wyznaniowe
- Kościół rzymskokatolicki:
  - parafia Chrystusa Króla
- Świadkowie Jehowy:
  - zbór Rokietnica (Sala Królestwa Trakt Napoleoński 73)[11]

## Legenda
Ze wsią jest związana legenda. W dawnych czasach teren obecnej Rokietnicy pokrywały bagniste łąki, a nad niewielką rzeką rosła pewna liczba strych wierzb nazywanych rokitami. W jednej z dziupli w tych wierzbach zamieszkał diabeł Rokita. Był psotny, ale nie narzucał się ludziom nadmiernie, aż do czasu, gdy pewien chłop postanowił ściąć jego drzewo. Zdenerwowało to diabła, który zagroził mężczyźnie, że zabierze go do piekła. Ten prosił Rokitę o litość, a diabeł odpuścił mu, jednak pod warunkiem, że przez całe życie będzie sadził wierzby przy lokalnych drogach, miedzach i nad rzeczkami. Chłop faktycznie wywiązał się ze swojej części umowy. Wybudował też w tym rejonie dom. A że dzięki wierzbom okolica stała się malownicza, to zaczęło przybywać kolejnych mieszkańców, w wyniku czego powstała osada o nazwie Rokitnica.